# Natalie Zemon Davis
Natalie Zemon Davis, född 8 november 1928 i Detroit, Michigan, död 21 oktober 2023 i Toronto, Ontario, var en amerikansk-kanadensisk historiker. 
Davis var professor vid Princeton University 1978–1996, vid Balliol College i Oxford 1994–1995 och vid University of Toronto 1996–1997. Hennes forskning har, med utgångspunkt i  Annales-skolan, varit inriktad på Frankrikes historia under 1500-talet. Av hennes arbeten kan nämnas The Return of Martin Guerre (1983; "Martin Guerres återkomst") och Women on the Margins (1995; "I marginalen"), vilken behandlar tre kvinnors liv på 1600-talet. Hon tilldelades Holbergpriset 2010.

## Utmärkelser
- Hedersdoktor vid Lyon-II-universitetet,  1983[11]
- Guggenheimstipendiet,  1985[12]
- Hedersdoktor vid Columbia University,  1990
- Hedersdoktor vid University of Toronto,  1991
- The Smith College Medal,  1996[13]
- Hedersdoktor vid Harvard University,  1996
- Hedersdoktor vid Universitetet i Cambridge,  1998
- Hedersdoktor vid Edinburghs universitet,  1998
- Hedersdoktor vid Hebreiska universitetet i Jerusalem,  2000
- Aby-Warburg-Preis,  2000
- Holbergpriset,  2010
- Hedersdoktor vid Université Toulouse II Jean-Jaurès,  2010[14]
- Hedersdoktor vid Université Paris-Sorbonne,  2011[15]
- National Humanities Medal,  2012[16]
- Companion av Kanadaorden,  29 juni 2012[17]
- Paul Oskar Kristeller Lifetime Achievement Award,  2014[18]
- Hedersdoktor vid Sorbonne-universitetet i Paris,  10 december 2018[19]
- Hedersdoktor vid Northwestern University
- Hedersdoktor vid University of Chicago
- Hedersdoktor vid Universität Basel
- Hedersdoktor vid Yale University
- Hedersdoktor vid Concordia University
- Hedersdoktor vid Princeton University

[Redigera Wikidata]